# Brunatnica koziagłówka
Brunatnica koziagłówka, garbatka osinówka (Pheosia tremula) – gatunek motyla z rodziny garbatkowatych. Zamieszkuje Eurazję, od Półwyspu Iberyjskiego po Rosyjski Daleki Wschód. Gąsienice żerują na topolach, wierzbach i brzozach. Osobniki dorosłe są aktywne nocą.

## Taksonomia
Gatunek ten opisany został po raz pierwszy w 1759 roku przez Carla Alexandra Clercka pod nazwą Bombyx tremula. W 1767 roku ten sam gatunek niezależnie opisał Karol Linneusz jako Phalaena dictaea. Oprócz podgatunku nominatywanego wyróżnia się podgatunek P. t. turcica, opisany w 1979 roku przez Josefa de Freinę.

## Morfologia

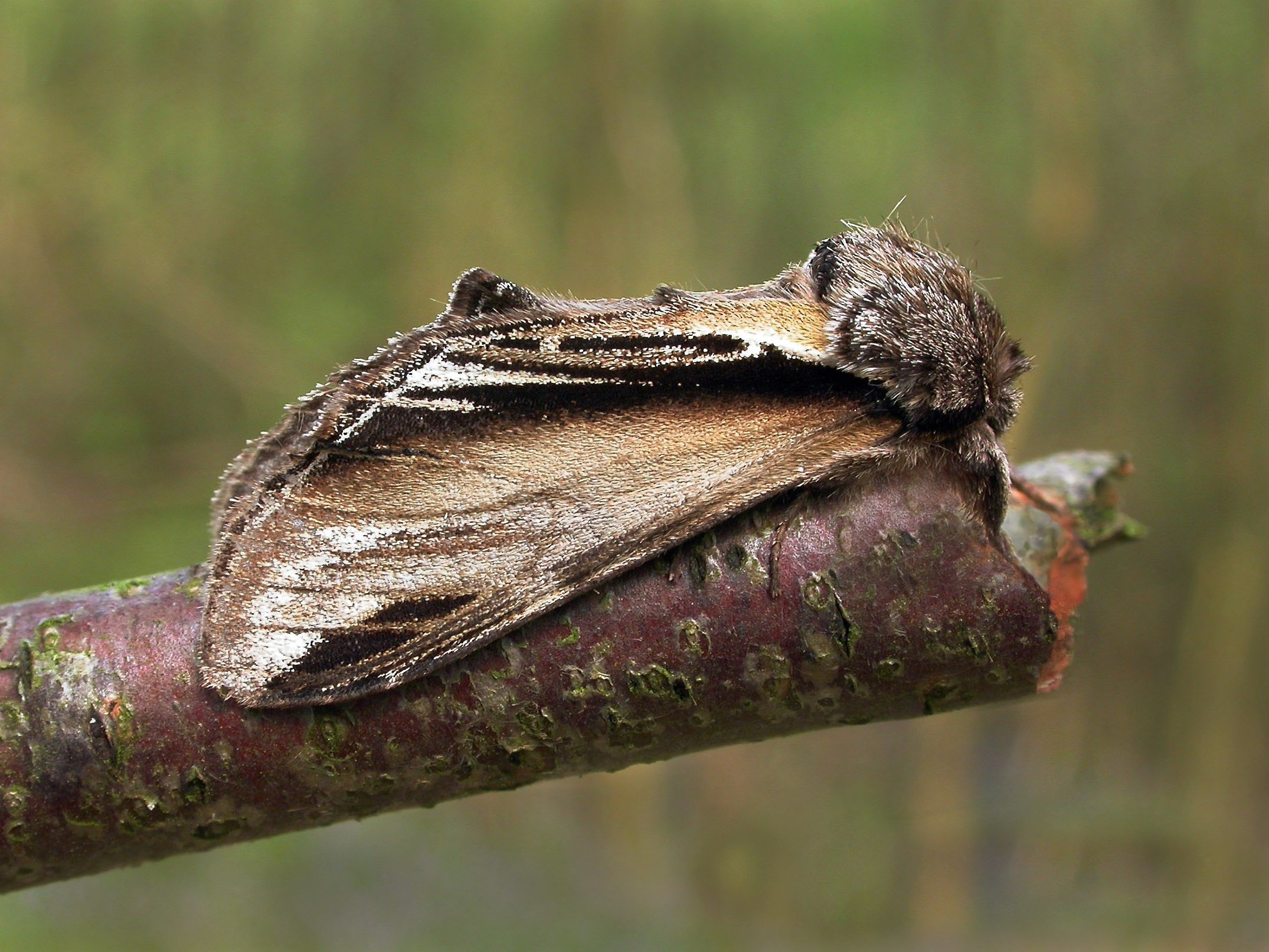
Imago zamaskowane na gałązce

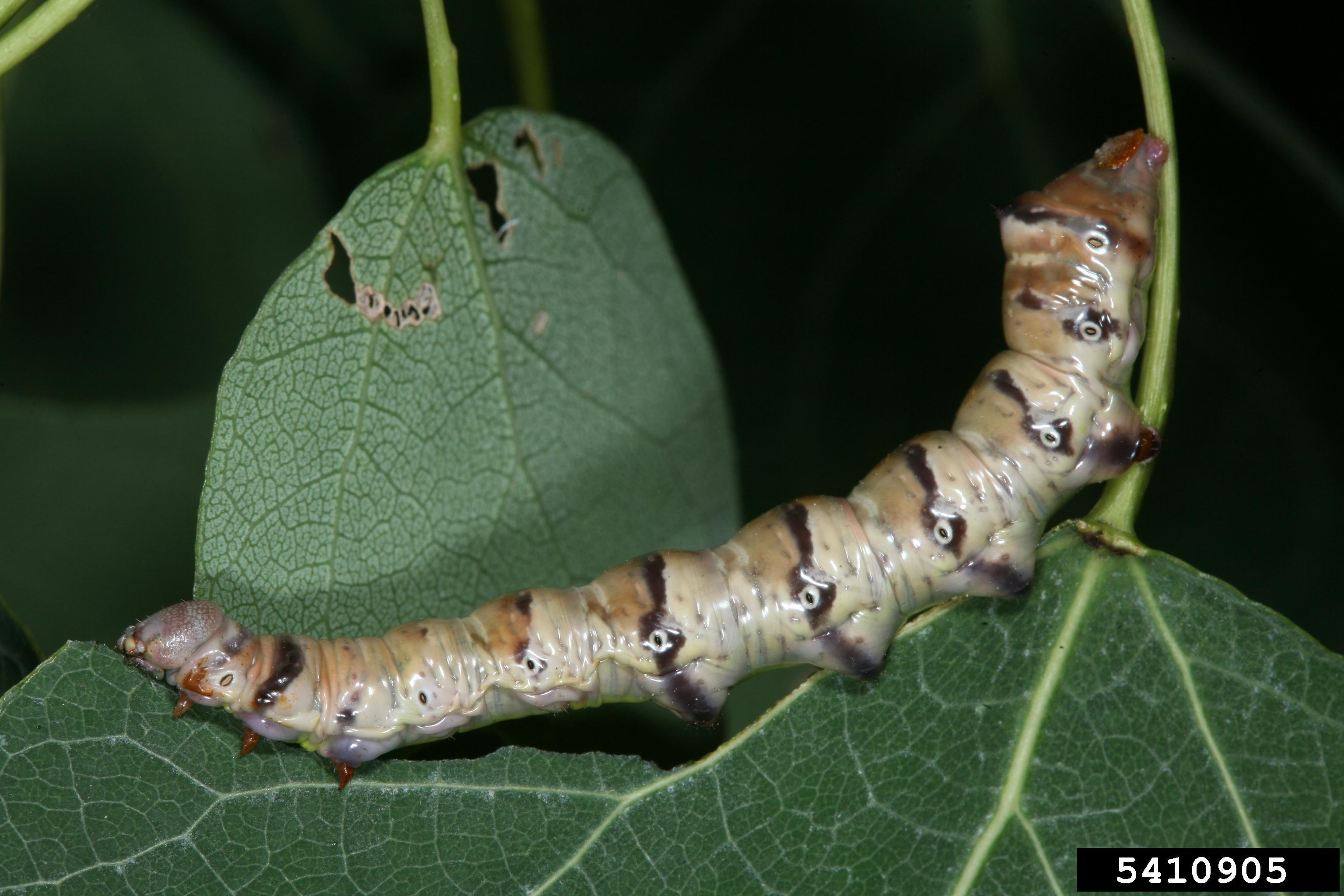
Gąsienica drugiego pokolenia

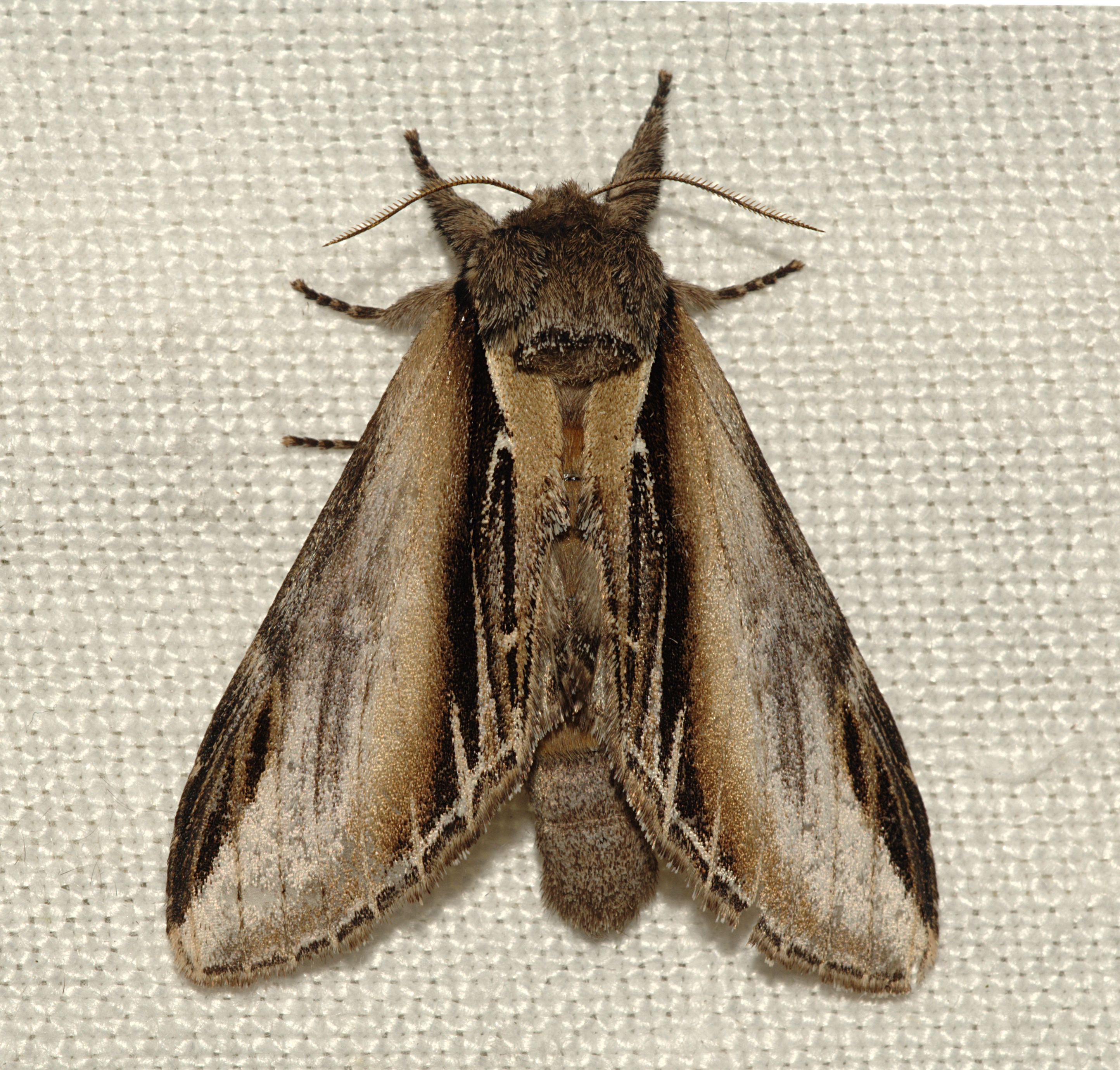
Odpoczywające imago w widoku od góry, zarysem przywodzące na myśl kozią głowę

### Owad dorosły
Motyl o krępym ciele i rozpiętości skrzydeł sięgającej od 50 do 60 mm. Głowa jest zaopatrzona w nieowłosione oczy złożone, bardzo krótkie głaszczki i uwstecznioną ssawkę, natomiast pozbawiona jest przyoczek. Obustronnie grzebykowane czułki osiągają ⅓ długości przedniego skrzydła i wykazują dymorfizm płciowy, u samicy mając krótsze ząbki niż u samca. Szeroki i z wierzchu wypukły tułów zaopatrzony jest gęsto porośnięte włosowatymi łuskami tegule. Stosunkowo wąskie i wydłużone skrzydło pary przedniej osiąga od 23 do 28 mm długości. Krawędź zewnętrzną ma równomiernie łukowatą z ząbkowaniem, a krawędź tylną z pojedynczym, rzucającym się w oczy zębem. Barwa jego tła jest popielatobiała z żółtawym lub różowawym odcieniem. Na tle obecny jest wzór, szarobrązowy przy krawędzi zewnętrznej i czarny przy tylnej. Obecna w tylnym kącie klinowata plama jest wąska, wydłużona i brudnobiała, co odróżnia brunatnicę koziągłówkę od pokrewnej brunatnicy grotówki. W części wierzchołkowej skrzydła leżą dwie klinowate plamy barwy brunatnoczarnej. Między żyłkami brzegiem zewnętrznym biegnie czarna obwódka. Kolor strzępiny jest popielatoszary. Tylne skrzydło jest małe, trójkątne, białawe z pojedynczą brunatnoczarną plamą w kącie tylnym, podzieloną białym prążkiem. Długi, cylindryczny odwłok ma zaokrąglony wierzchołek.

### Stadia rozwojowe
Jaja mają kształt półkulisty i osiągają między 0,55 a 0,8 mm wysokości oraz między 0,9 a 1,4 mm średnicy. Składane są luźno lub pojedynczo. Nie są przykrywane łuskami z odwłoka samicy. Ubarwienie mają początkowo białe, ale z czasem pojawia się na nich fioletowy odcień. Powierzchnia chorionu ma silnie rozwinięte, gęsto rozmieszczone i okrągłe aeropyle. Na powierzchni mikropylowej znajduje się rozetka z 2 lub 3 rzędami komórek. Gąsienica opuszcza jajo wygryzając owalny otwór w jego bocznej części.
Gąsienice przejawiają swym ubarwieniem dymorfizm sezonowy. Początkowo są one zielone z białymi paskami po bokach, ale w ostatnim stadium barwa gąsienic drugiego pokolenia zmienia się na szarą z brązowym i czerwonawym nakrapianiem, podczas gdy u pierwszego pokolenia pozostaje zielona również w stadium ostatnim.

## Ekologia i występowanie
Owad ten zasiedla lasy łęgowe i mieszane, pobrzeża rzek i mniejszych cieków, parki, zarastające zręby oraz nasadzenia przydrożne. Gąsienice są foliofagami żerującymi na liściach topól (w tym osiki i topoli kanadyjskiej), a rzadziej wierzb i brzóz. Owady dorosłe nie pobierają pokarmu i są aktywne nocą.
Brunatnica koziagłówka wydaje dwa pokolenia w ciągu roku. Motyle pierwszego pokolenia latają od końca kwietnia do czerwca. Pierwsze pokolenie gąsienic żeruje w czerwcu i lipcu. Drugie pokolenie motyli aktywne jest w lipcu i sierpniu. Gąsienice drugiego pokolenia żerują we wrześniu i październiku, po czym zakopują się w glebie i tam konstruują kokon, w którym się przepoczwarczają. Zimuje stadium poczwarki.
Gatunek palearktyczny. W Europie znany jest z Portugalii, Hiszpanii, Andory, Irlandii, Wielkiej Brytanii, Francji, Belgii, Luksemburgu, Holandii, Niemiec, Szwajcarii, Liechtensteinu, Austrii, Włoch, Danii, Szwecji, Norwegii, Finlandii, Estonii, Łotwy, Litwy, Polski, Czech, Słowacji, Węgier, Białorusi, Ukrainy, Rumunii, Mołdawii, Bułgarii, Słowenii, Chorwacji, Bośni i Hercegowiny, Serbii, Czarnogóry, Albanii oraz europejskich części Rosji i Turcji. Dalej na wschód sięga przez Zakaukazie i Syberię po Rosyjski Daleki Wschód. W Polsce jest stosunkowo pospolity.